# Жемерсон
Же́мерсон де Жезу́с Насиме́нту (порт. Jemerson de Jesus Nascimento более известный, как Жемерсон порт. Jemerson; родился 24 августа 1992 года в Жеремуабу, Бразилия) — бразильский футболист, защитник клуба «Гремио». Играл за сборную Бразилии.

## Клубная карьера
Жемерсон начал карьеру в 2009 году начав выступать за юношескую команду «Конфьянса». В 2010 году он присоединился к «Атлетико Минейро», после того, как ему отказали «Палмейрас», «Сантос» и «Васко да Гама». В 2012 году для получения игровой практики Жемерсон на правах аренды выступал за клуб «Демократа». После окончания аренды он вернулся в «Атлетико Минейро» и был включён в заявку клуба. 4 июля Жемерсон попал в заявку на матч Кубка Либертадорес против аргентинского «Ньюэллс Олд Бойз», но на поле так и не вышел. 8 июля в матче против «Крисиума» он дебютировал в бразильской Серии А. Остаток сезона Жемерсон отыграл, в качестве сменщика Ревера и Леонардо Силва. В 2014 году Ревер получил травму и это позволило Жемерсону получить больше игрового времени. 5 сентября 2014 года в матче Кубка Бразилии против «Палмейраса» он забил свой первый гол за команду. В том же году Жемерсон помог клубу выиграть национальный кубок и Лигу Минейро. 17 мая 2015 года в поединке против «Флуминенсе» он сделал «дубль», забив свои первые голы за «Атлетико» в чемпионате.
В начале 2015 года Жемерсон перешёл во французский «Монако», подписав контракт на пять лет. Сумма трансфера составила 10 млн. евро. 20 марта в матче против «Пари Сен-Жермен» он дебютировал в Лиге 1. 21 октября в поединке против «Монпелье» Жемерсон забил свой первый гол за «Монако». В 2017 году он помог «Монако» впервые за 17 лет выиграть чемпионат.

## Международная карьера
13 июня 2017 года в товарищеском матче против сборной Австралии Жемерсон дебютировал за сборную Бразилии, заменив во втором тайме Тиагу Силву.

## Достижения
Командные
 «Атлетико Минейро»
- Лига Минейро — 2015
- Обладатель Кубка Бразилии — 2014
- Победитель Рекопа Южной Америки — 2014

 «Монако»
- Чемпионат Франции по футболу — 2016/2017